# Les Aimants
Pour plus de détails, voir Fiche technique et Distribution.
Les Aimants est un film québécois réalisé par Yves P. Pelletier, sorti en 2004 au Québec. 

## Synopsis
Après avoir travaillé au Guatemala, Julie est de retour à Montréal. Elle loge chez sa sœur Jeanne, qui, en raison d'horaires de travail incompatibles, ne communique avec son fiancé que par des messages posés sur la porte du réfrigérateur à l'aide d'aimants.

## Fiche technique
- Titre : Les Aimants
- Réalisation et scénario : Yves P. Pelletier
- Décors : Jean Bécotte
- Décorateur de plateau : Lyne Chénier
- Costume : Louise Despatie
- Image : Pierre Jodoin
- Montage : Yvann Thibaudeau
- Musique : Carl Bastien, Dumas
- Production : Gabriel Pelletier, Nicole Robert
- Société de production : Go Films
- Distribution : Alliance Atlantis Vivafilm
- Pays d'origine : Canada (Québec)
- Langue : Français
- Format : Couleur - 1,78:1
- Durée : 91 minutes
- Date de sortie : Québec : 1er octobre 2004

## Distribution
- Isabelle Blais : Julie
- Stéphane Gagnon : Michel
- Sylvie Moreau : Jeanne
- Emmanuel Bilodeau : Manu
- Isabelle Cyr : Pénélope
- Josée Deschênes : Hélène
- Geneviève Laroche : Marie-Ève
- Guylaine Tremblay : Paule Desroches
- David Savard : Noël

## Prix
2005 : Prix Jutra

- Meilleur scénario - Yves P. Pelletier
- Meilleure musique - Carl Bastien et Dumas avec la bande originale Les Aimants
- Meilleure actrice de soutien - Sylvie Moreau